# Hella (Island)
Hella je malé městečko na jihu Islandu, mezi městy Selfoss a Hvolsvöllur, v obci Rangárþing ytra asi 94 kilometrů východně od Reykjavíku a jižně od sopky Hekla. K roku 2011 zde žilo zde 781 obyvatel.